# Římskokatolická farnost Štítary na Moravě
Římskokatolická farnost Štítary na Moravě je územní společenství římských katolíků s farním kostelem svatého Jiří v obci Štítary ve vranovském děkanství.

## Historie farnosti
Štítary patří mezi nejstarší obce Znojemska, existovaly pravděpodobně již kolem roku 1000. První ověřenou zmínkou je listina z roku 1346. Roku 1706 postihla obec katastrofa v podobě požáru způsobeného bleskem. Oheň se rozšířil na celou obec včetně kostela a fary. Kostel i fara byly nákladem obce znovu zřízeny, ale při požáru byly zničeny mnohé cenné kostelní památky a spisy pojednávající o historii obce.

## Duchovní správci
Farnost spravuje FATYM. Od 1. července 1996 je administrátorem excurrendo R. D. ThLic. Marek Dunda Th.D.

## Bohoslužby
| Kostel        | Místo   | Bohoslužba (den)   | Hodina                                | Poznámka        |
| ------------- | ------- | ------------------ | ------------------------------------- | --------------- |
| svatého Jiří  | Štítary | neděle úterý pátek | 7.30 18.00                            | farní kostel    |
| svatého Ducha | Šumná   | neděle čtvrtek     | 11.30 (2. a 4. neděle v měsíci) 18.00 | filiální kostel |

## Kněží pocházející z farnosti
Z farnosti (konkrétně ze Šumné) pocházel P. Josef Hinterhölzl (1915 - 2013), člen Koinótés.

## Aktivity ve farnosti
Dnem vzájemných modliteb farností za bohoslovce a bohoslovců za farnosti brněnské diecéze je 15. duben. Adorační den připadá na 30. září.
FATYM vydává čtyřikrát do roka společný farní zpravodaj (velikonoční, prázdninový, dušičkový a vánoční) pro farnosti Vranov nad Dyjí, Přímětice, Bítov, Olbramkostel, Starý Petřín, Štítary na Moravě, Chvalatice, Stálky, Lančov, Horní Břečkov, Prosiměřice, Vratěnín, Citonice, Šafov, Korolupy, Těšetice, Lubnice, Lukov, Práče a Vratěnín.
Ve farnosti se koná tříkrálová sbírka, v roce 2015 se při ní vybralo ve Štítarech 7 535 korun, v Šumné 11 390 korun.V roce 2017 činil její výtěžek ve Štítarech 7 220 korun a v Šumné 12 952 korun. Při sbírce v roce 2019 dosáhl výtěžek ve Štítarech 9 025 korun, v Šumné 14 568 korun.